# Раштон
Хребет Раштон (тадж. Қаторкӯҳи Раштон) (до 31 июля 2023 года — Карате́гинский хребе́т) — горный хребет на Памире в Таджикистане, южный отрог Гиссарского хребта. Расположен вдоль левого берега реки Кафирниган.
Протяжённость хребта составляет около 80 км, максимальная высота — 3950 м. Хребет сложен главным образом гранитами. На склонах — пырейные степи, кустарники и луга.